# Črni Peter (film)
Črni Peter (češko Černý Petr) je češkoslovaški črno-beli komično-dramski film iz leta 1964, ki ga je režiral Miloš Forman in zanj napisal tudi scenarij skupaj z Jaroslavom Papouškom. To je Formanov režijski prvenec. V glavnih vlogah nastopajo Ladislav Jakim, Pavla Martínková in Jan Vostrčil. Zgodba prikazuje trgovskega vajenca Petra (Jakim), ki se po končanem šolanju poskuša prilagoditi svetu odraslih, pri čemer naleti na ljubezenske težave, nerazumevanje staršev in težave na delovnem mestu. 
Film je bil posnet in montiran že leta 1963, toda premierno je bil prikazan 17. aprila 1964 v češkoslovaških kinematografih. Naletel je na dobre ocene kritikov ter osvojil zlatega leoparda, glavno nagrado na Mednarodnem filmskem festivalu Locarno. Velja za enega prvih filmov češkoslovaškega novega vala.

## Vloge
- Ladislav Jakim kot Petr
- Pavla Martínková kot Pavla
- Jan Vostrčil kot Petrov oče
- Vladimír Pucholt kot Čenda
- Pavel Sedláček kot Sako
- Zdeněk Kulhánek kot Zdeněk
- Frantisek Kosina kot poslovodja
- Josef Koza kot gradbenik
- Božena Matušková kot Petrova mati
- Antonín Pokorný kot tat
- Jaroslav Kladrubský kot skladiščnik
- Františka Skálová kot stranka
- Jaroslav Bendl kot Franta
- Majka Gillarová kot Pavlina prijateljica
- Jaroslava Rážová kot dekle v modrem
- Dana Urbánková kot dekle na čolnu
- Zuzana Opršalová
- František Pražák kot Sakov prijatelj